# Chen Aisen
Chen Aisen (陳艾森S; Canton, 22 ottobre 1995) è un tuffatore cinese.

## Palmarès
- Giochi olimpici:

Rio de Janeiro 2016: oro nella piattaforma 10 m e nel sincro 10 m.
Tokyo 2020: argento nel sincro 10m.
- Mondiali:

Kazan 2015: oro nel sincro 10 m.
Budapest 2017: oro nel sincro 10 m e argento nella piattaforma 10 m.
Gwangju 2019: oro nel sincro 10 m.
- Giochi asiatici

Incheon 2014: oro nel sincro 10 m.
Giacarta 2018: oro nel sincro 10 m.

### Coppa del Mondo
- Vincitore della Coppa del Mondo della piattaforma 10 m nel 2018
- Vincitore della Coppa del Mondo del sincro 10 m nel 2016 e nel 2018
- Vincitore della Coppa del Mondo del team event nel 2018

## Riconoscimenti
- Atleta dell'anno FINA: 2016